# Chowdadenahalli, Chintamani
Chowdadenahalli là một làng thuộc tehsil Chintamani, huyện Kolar, bang Karnataka, Ấn Độ.